# Hargicourt (Somme)
Hargicourt és un municipi francès situat al departament del Somme i a la regió dels Alts de França. L'any 2007 tenia 363 habitants.

## Demografia

### Població

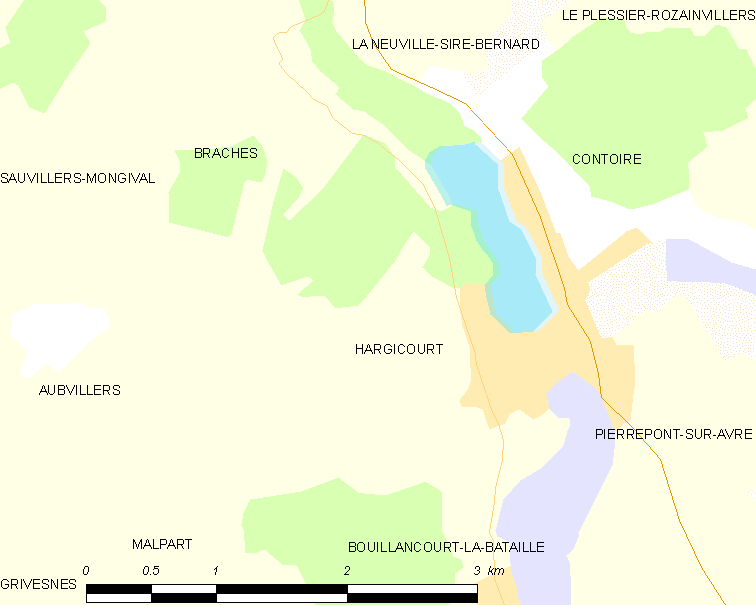

El 2007 la població de fet de Hargicourt era de 363 persones. Hi havia 144 famílies de les quals 36 eren unipersonals (24 homes vivint sols i 12 dones vivint soles), 48 parelles sense fills, 56 parelles amb fills i 4 famílies monoparentals amb fills.
La població ha evolucionat segons el següent gràfic:
Habitants censats

### Habitatges
El 2007 hi havia 167 habitatges, 148 eren l'habitatge principal de la família, 11 eren segones residències i 8 estaven desocupats. 154 eren cases i 12 eren apartaments. Dels 148 habitatges principals, 102 estaven ocupats pels seus propietaris, 33 estaven llogats i ocupats pels llogaters i 12 estaven cedits a títol gratuït; 1 tenia una cambra, 5 en tenien dues, 23 en tenien tres, 29 en tenien quatre i 89 en tenien cinc o més. 93 habitatges disposaven pel capbaix d'una plaça de pàrquing. A 64 habitatges hi havia un automòbil i a 61 n'hi havia dos o més.

### Piràmide de població
La piràmide de població per edats i sexe el 2009 era:
| Homes | Edats   | Dones |
| ----- | ------- | ----- |
| 0     | 95 o +  | 0     |
| 0     | 90 a 94 | 0     |
| 0     | 85 a 89 | 8     |
| 0     | 80 a 84 | 4     |
| 12    | 75 a 79 | 16    |
| 4     | 70 a 74 | 12    |
| 16    | 65 a 69 | 4     |
| 4     | 60 a 64 | 8     |
| 4     | 55 a 59 | 4     |
| 16    | 50 a 54 | 24    |
| 16    | 45 a 49 | 12    |
| 12    | 40 a 44 | 0     |
| 8     | 35 a 39 | 16    |
| 8     | 30 a 34 | 8     |
| 8     | 25 a 29 | 12    |
| 16    | 20 a 24 | 20    |
| 28    | 15 a 19 | 8     |
| 8     | 10 a 14 | 8     |
| 4     | 5 a 9   | 8     |
| 24    | 0 a 4   | 0     |

## Economia

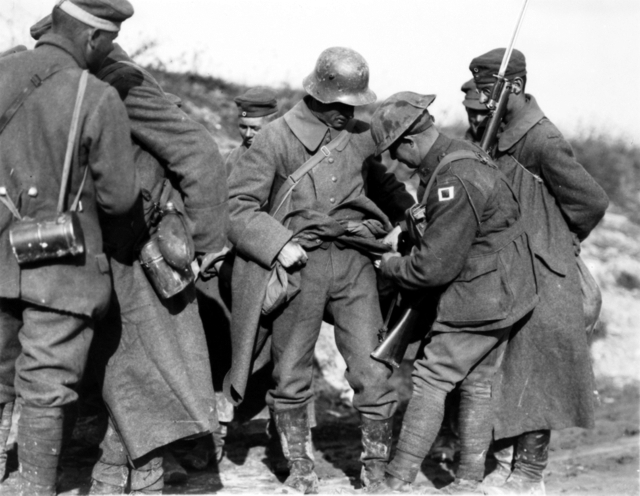

El 2007 la població en edat de treballar era de 225 persones, 179 eren actives i 46 eren inactives. De les 179 persones actives 153 estaven ocupades (89 homes i 64 dones) i 26 estaven aturades (9 homes i 17 dones). De les 46 persones inactives 19 estaven jubilades, 10 estaven estudiant i 17 estaven classificades com a «altres inactius».

### Ingressos
El 2009 a Hargicourt hi havia 152 unitats fiscals que integraven 391 persones, la mediana anual d'ingressos fiscals per persona era de 16.156 €.

### Activitats econòmiques
Dels 9 establiments que hi havia el 2007, 2 eren d'empreses extractives, 4 d'empreses de construcció, 1 d'una empresa de comerç i reparació d'automòbils, 1 d'una empresa de serveis i 1 d'una empresa classificada com a «altres activitats de serveis».
Dels 4 establiments de servei als particulars que hi havia el 2009, 1 era una fusteria, 1 electricista, 1 perruqueria i 1 agència de treball temporal.
L'any 2000 a Hargicourt hi havia 5 explotacions agrícoles que ocupaven un total de 435 hectàrees.

## Equipaments sanitaris i escolars
El 2009 hi havia una escola elemental integrada dins d'un grup escolar amb les comunes properes formant una escola dispersa.

## Poblacions més properes
El següent diagrama mostra les poblacions més properes.